# Knuttjärnen, Västmanland
Knuttjärnen är en sjö i Norbergs kommun i Västmanland och ingår i Norrströms huvudavrinningsområde.